# Ruanes
Ruanes – gmina w Hiszpanii, w prowincji Cáceres, w Estramadurze, o powierzchni 15,11 km². W 2011 roku gmina liczyła 71 mieszkańców.